# Numero barionico
Nella fisica delle particelle, il numero barionico {\displaystyle B} è un numero quantico conservato, definito come: 
{\displaystyle B={\frac {1}{3}}\left(n_{\text{q}}-n_{\bar {\text{q}}}\right),}
dove {\displaystyle n_{\text{q}}} è il numero dei quark e {\displaystyle n_{\bar {\text{q}}}} è il numero degli antiquark del sistema.
Nel Modello Standard è previsto che sia possibile violare la legge di conservazione del numero barionico per via dell'anomalia chirale.

## Proprietà
Il numero barionico di un sistema può essere definito come 1/3 della differenza tra il numero di quark e il numero di antiquark del sistema, dal momento che, in accordo con le leggi dell'interazione forte, non vi può essere alcuna carica di colore puro (o rosso o blu o verde), vale a dire la carica totale di colore di una particella deve essere zero ('bianco') (vedi Confinamento dei quark).
 
Ciò può essere ottenuto mettendo insieme un quark di un colore con un antiquark del corrispondente anti-colore, ottenendo un mesone con numero barionico 0 (zero), oppure associando tre quark in un barione con numero barionico +1, oppure mettendo insieme tre antiquark in un anti-barione con numero barionico -1. Un'altra possibilità è l'esotico pentaquark che consiste in 4 quark e 1 antiquark.
I quark sono sempre presenti in terzetti, se si considera l'antiquark come un quark negativo, e si può dividere il numero per 3. Storicamente il numero barionico è stato ipotizzato prima della scoperta dei quark. Attualmente sarebbe più appropriato parlare di conservazione del numero di quark.
Le particelle prive di quark e di antiquark hanno numero barionico 0 (zero). Tra queste particelle vi sono i leptoni, i fotoni ed i bosoni W e Z.
Il numero barionico viene quasi sempre conservato in tutte le interazioni previste dal Modello Standard. La scappatoia è l'anomalia chirale. Comunque gli istantoni non sono tutti così comuni. La conservazione significa che la somma del numero barionico di tutte le particelle 'in fieri' è uguale alla somma dei numeri barionici di tutte le particelle risultanti dalla reazione.
Una versione ancora ipotetica della teoria della grande unificazione (GUT: Grand Unified Theory) consente il cambiamento di un barione  in un gruppo di leptoni, violando quindi la conservazione del numero barionico {\displaystyle B} e del numero leptonico {\displaystyle L}; tuttavia rimane conservata la differenza B-L. Il decadimento del protone potrebbe essere un esempio di questo processo.

## R-parità
La R-parità è un concetto di fisica delle particelle e di fisica teorica. Nell'estensione supersimmetrica del Modello Standard, il numero barionico e il numero leptonico non sono più conservati da parte di tutti gli accoppiamenti in una teoria rinormalizzabile. La {\displaystyle R-}parita è una simmetria del gruppo {\displaystyle Z_{2}}  che agisce nel Modello Standard supersimmetrico minimale (MSSM) e tale parità può essere definita come:
{\displaystyle R=(-1)^{2j+3B+L}}
dove: {\displaystyle j} è lo spin, {\displaystyle B} è il numero barionico e {\displaystyle L} il numero leptonico. Ogni particella del Modello Standard ha {\displaystyle R-}parità uguale ad {\displaystyle +1}, mentre la {\displaystyle R-}parità del partner supersimmetrico ha {\displaystyle R-}parità {\displaystyle -1} .